# Moczary (wieś)
Moczary – wieś w Polsce położona w województwie podkarpackim, w powiecie bieszczadzkim, w gminie Ustrzyki Dolne.
W połowie XIX wieku właścicielami posiadłości tabularnej w Moczarach był Katarzyna i Tomasz hr. Tomatis.
W latach 1975–1998 miejscowość administracyjnie należała do województwa krośnieńskiego.
We wsi znajduje się dawna greckokatolicka cerkiew Przeniesienia Relikwii św. Mikołaja.  Została wzniesiona w 1919. Obecnie rzymskokatolicki kościół filialny pw. Niepokalanego Serca NMP należący do parafii Matki Bożej Bieszczadzkiej w Jasieniu-Ustrzykach Dolnych. Budowla orientowana, o konstrukcji zrębowej, oszalowana.
W miejscowości znajduje się również Dom Pomocy Społecznej w Moczarach, który zapewnia całodobową opiekę dla 140 osób i jest przeznaczony dla osób psychicznie chorych.

## Zabytki
Wykaz zabytków nieruchomych wpisanych do rejestru zabytków Narodowego Instytutu Dziedzictwa:
- drewniana cerkiew greckokatolicka, filialna pw. św. Mikołaja Biskupa, z pocz. XX w., nr rej.: A-104 z 3.10.1986
- dzwonnica drewniana z pocz. XX w., nr rej. jw.

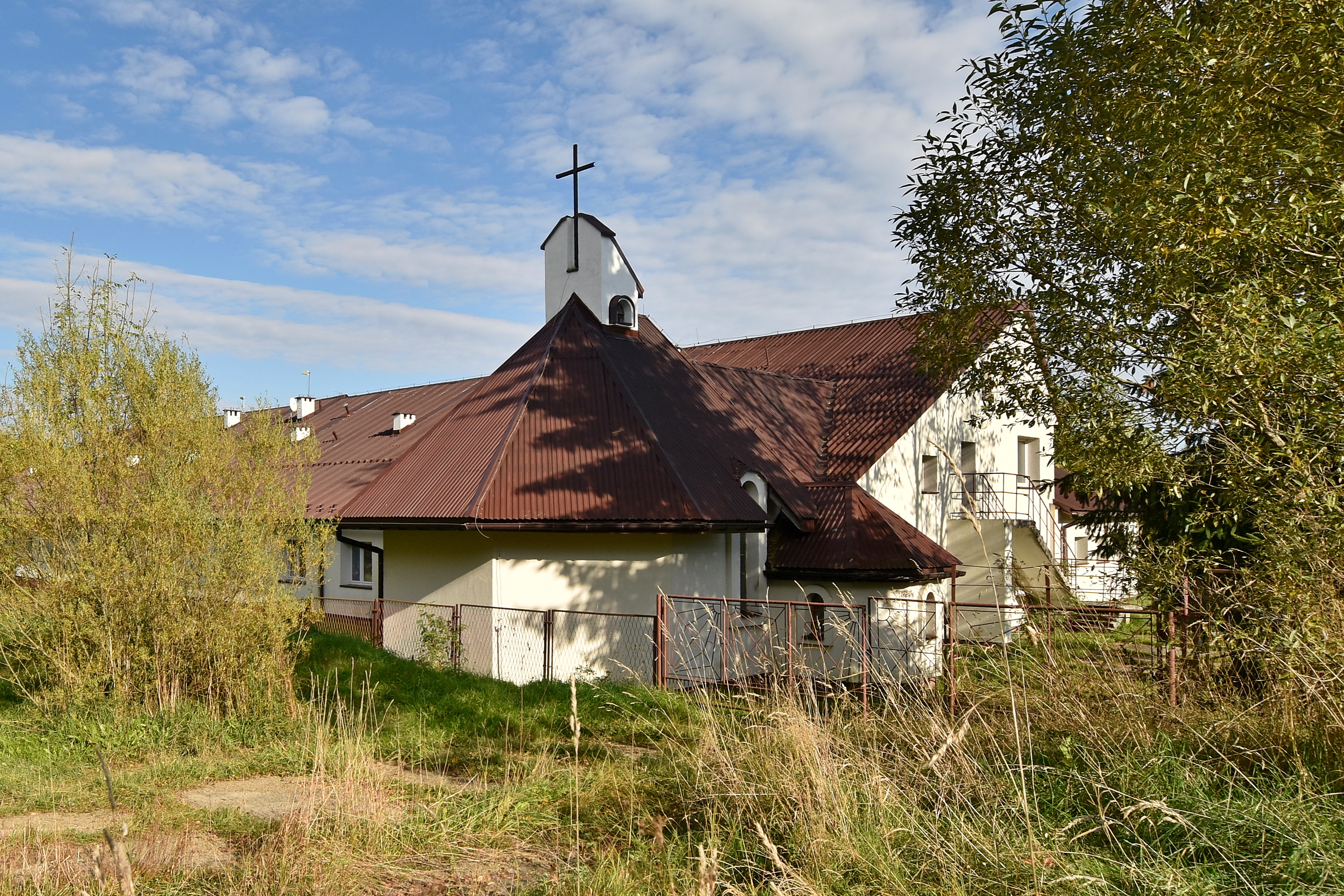
Dom Pomocy Społecznej